# Zarrinszahr
Zarrinszahr (perski: زرين شهر) – miasto w Iranie, w ostanie Isfahan. W 2006 roku miasto liczyło 55 984 mieszkańców w 15 154 rodzinach.